# Средня Вас-при-Шенчурю
Средня Вас-при-Шенчурю (словен. Srednja vas pri Šenčurju) — поселення в общині Шенчур, Горенський регіон, Словенія. Висота над рівнем моря: 420,5 м.